# Krabička poslední záchrany

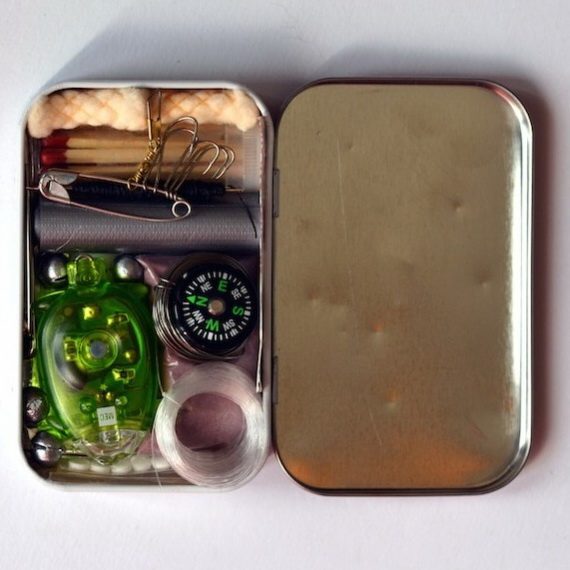
Krabička poslední záchrany

Krabička poslední záchrany (zkráceně KPZ, „kápézetka“) je koncept malé krabičky obsahující drobnosti, které mohou majiteli pomoci ve svízelných situacích. Tento koncept poprvé představil Jaroslav Foglar v článku uveřejněném 12. října 1935 v Mladém hlasateli. Této myšlenky se brzy ujali čeští skauti a KPZ se tak stala předepsanou částí výbavy v mnoha skautských oddílech.
Pojem krabička poslední záchrany se v češtině postupně vžil i jako označení různých kapesních sad pro přežití (anglicky survival kit) a hranice mezi původní krabičkou s mnoha malými užitečnými drobnostmi a sadou pro přežití se tak částečně setřela. I tradiční (foglarovská) KPZ v průběhu let prošla nebo by měla projít určitou modernizací, neboť je jasné, že v dnešní době jsou snadno dostupné například lepší materiály k rozdělávání ohně než březová kůra, že světlo snadněji zajistí malá klíčenka s vysocesvítivou LED než kousíček svíčky a podobně.

## Tradiční skautská KPZ

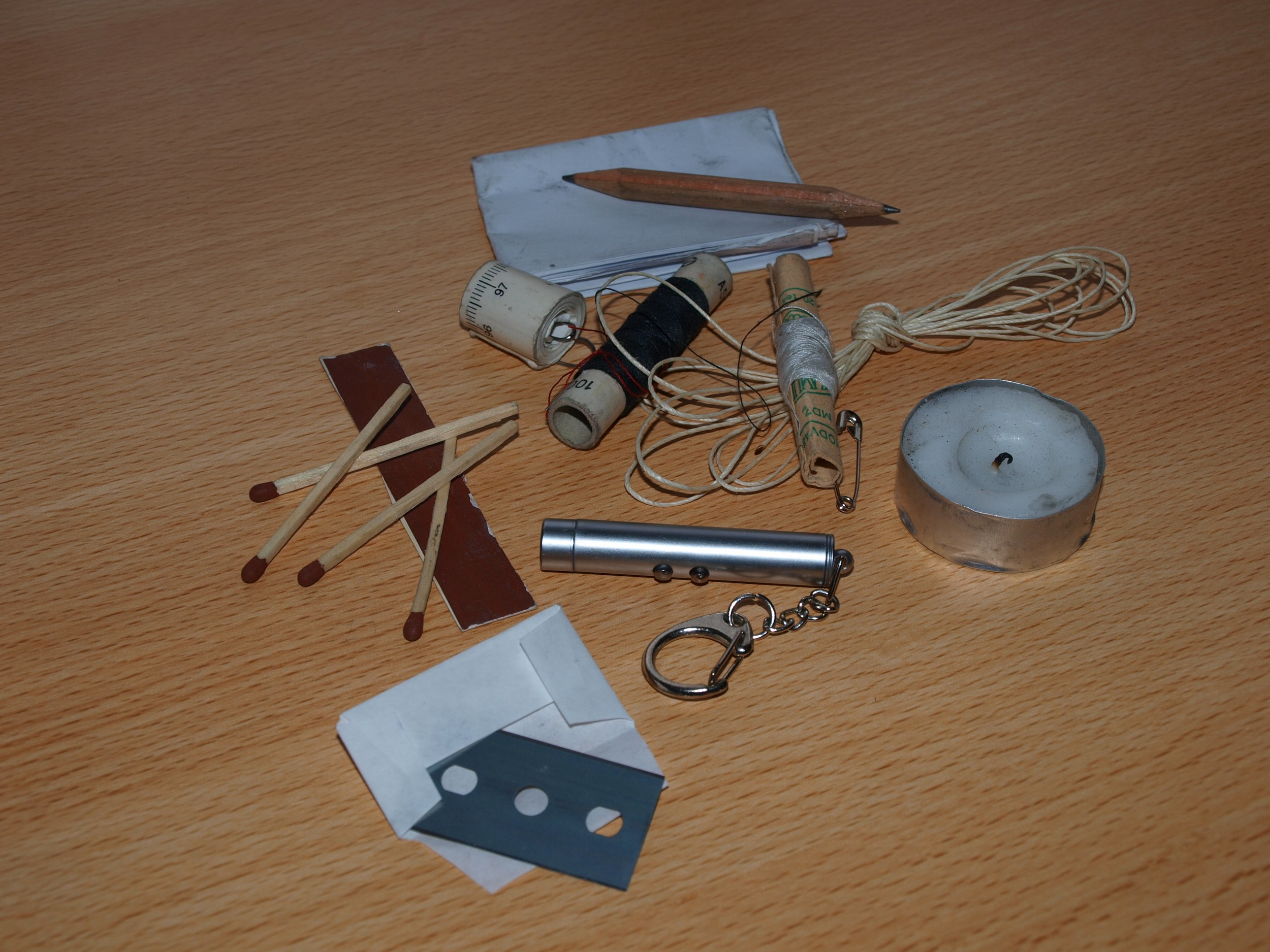
Základní obsah KPZ

O její rozšíření se v českých zemích zasloužil především spisovatel Jaroslav Foglar. Zde uvedený seznam je jen jedna z možných podob, přesný obsah krabičky je u různých skautských a podobných oddílů předepisován různě a mění se také s potřebami majitele.
- svíčka
- pár zápalek a škrtátko
- kousek březové kůry k zapálení ohně
- kousek papíru
- tužku
- kousek křídy
- jehla a nitě
- špendlíky zavírací + obyčejné
- knoflíky
- žiletka
- 2-3 různě velké hřebíky
- několik napínáčků
- polštářkové náplasti
- kus slabého drátu a provázku
- gumičky
- několik drobných mincí + 50 Kč mince
- poštovní známka
- lístek s tísňovými telefonními čísly obvykle přilepený na vnitřní straně víčka

pokud uživateli nevadí že bude krabička větší, může přidat další věci dle jeho představivosti např.:
- kostka tuhého lihu (zabalená)
- malá svítilna
- náhradní žárovka do svítilny
- tužkový článek
- hroznový cukr v tabletě – zdroj energie (zabalená)
- hořčíkový zapalovač (namísto sirek)
- malý kompas
- otvírák konzerv
- signalizační zrcátko
- kapesní nožík, pokud nenosíte u sebe jiný

## KPZ na přežití
KPZ ve významu sady na přežití v přírodě je obvykle o něco sofistikovanější, hodí se spíše do zahraničí[zdroj?] a uživatel se k ní uchyluje až jako k opravdu poslednímu řešení. Obsah této KPZ je obvykle nošen pohromadě např. v plechové krabičce od tabáku nebo bonbonů (v ČR je oblíbená krabička od Energitu, v USA Altoids) nebo v krabičce přímo vyrobené k tomuto účelu. Z důvodu úspory místa a zachování kompaktních rozměrů krabičky mají často některé obsažené předměty více možných využití.
KPZ na přežití obsahuje zejména:
- Zápalky (ideálně vodovzdorné, odolné větru  a uchované vodotěsně)
- Vata napuštěna vazelinou nebo jiný materiál sloužící jako troud
- Svíčka (na podpalování i jako zdroj světla)
- Křesadlo / magnesiový podpalovač (fungují i za mokra nebo když dojdou sirky)
- Řezný nástroj (ať už malý nožík, nebo aspoň žiletka či čepelka z "odlamovacího nože")
- Lupa (jak pro rozdělání ohně, tak jako doplněk do lékárničky)
- Jehly a nitě (několik velikostí jehel a silná nit, například režná, nebo dentální)
- Rybářské háčky a vlasec
- Kompas (užitečný je fosforeskující knoflíkový kompas, ale potřebuje jistou znalost zacházení)
- Mosazný drát (primárně na oka, ale i jako materiál pro výrobu všeho možného)
- Drátová pilka
- Zdravotnické potřeby (náplasti, motýlkové stehy, chirurgické čepelky, pár tabletek léků apod.)
- Prostředek na dezinfekci vody

Uvedený seznam je samozřejmě podle potřeb jednotlivých uživatelů KPZ obměňován a doplňován.